# Croton orbicularis
Espèce
Classification APG III (2009)
Croton orbicularis est une espèce de plantes à fleurs du genre Croton et de la famille des Euphorbiaceae, présente sur l'île de Java en Indonésie.